# Morfina (racconto)
Morfina (in russo Морфий?, Morfij) è un racconto di Michail Bulgakov che ha come protagonista un giovane medico morfinomane. Pubblicato per la prima volta nel 1927 sulla rivista Il lavoratore medico (in russo Медицинский работник?, Medicinskij rabotnik), Morfina è l'ultimo racconto pubblicato durante la vita dell'autore. Il racconto compare nella raccolta di Memorie di un giovane medico, pubblicata postuma nel 1963.
Il racconto, impostato in forma di diario, è a sfondo autobiografico poiché lo stesso Bulgakov è stato dipendente dalla morfina, dopo averla assunta una prima volta a causa di un attacco allergico. A Bulgakov, infatti, venne praticato un vaccino antidifterico che gli causò una grave e dolorosa allergia; per alleviare le sofferenze, cominciò a fare ricorso a dosi sempre maggiori di morfina.

## Trama
Dopo aver lasciato il piccolo villaggio di Nikol'skoe, il giovane pediatra Bomgard si trasferì all'ospedale di Viaz'ma. Nella nuova città tutto era diverso: le lampade a petrolio erano state rimpiazzate dall'elettricità, le strade brulicavano di persone che passeggiavano a piedi, chiacchieravano, leggevano il giornale. L'ospedale era tutt'altra cosa rispetto a quello di campagna: non si trattava, infatti, di un padiglione freddo, buio, gremito di persone affette da varie malattie, che condividevano la stessa camera, bensì di una struttura molto organizzata, suddivisa in reparti e con una sala operatoria attrezzata. Oltre alla meraviglia dovuta a questo nuovo mondo, il dottor Bomgard era molto più rilassato in quanto poteva, anzi doveva, dividere le responsabilità con altri medici.
(Michail Bulgakov, Morfina)
In città trascorreva le sue serate a leggere soprattutto sulla difterite e la scarlattina, apprezzando la lampada elettrica, il tè e il sonno. Ormai lontano da quel villaggio di campagna, il dottore cercava di ambientarsi alla nuova vita: seppure felice di essere tornato in città, aveva la consapevolezza che i mesi passati in campagna lo avevano reso un uomo coraggioso. Era il 13 febbraio 1918 quando il dottor Bomgard, prima di andare a letto, ricevette una lettera dall'infermiera di turno e le diede disposizioni per la notte. Solo in camera sua, strappò la busta e iniziò a leggerne il contenuto: gli scriveva il medico che aveva occupato il suo posto nell'ospedale di Nikol'skoe, il dottor Sergej "Serëža" Vasil'evič Poljakov, per informarlo di essere malato e di aver bisogno del suo aiuto. Il dottore decise di partire per il villaggio e di affidare, autorizzato dal primario, il suo reparto ad un collega. Trascorse tutta la notte a capire in quale modo avrebbe potuto raggiungere quel villaggio e a cercare di fare una diagnosi. Con il trascorrere del tempo, però, il sonno arrivò e lo travolse. Esso durò bene poco: dopo un'ora, infatti, sentì bussare alla porta della sua camera. Andò ad aprire: era l'infermiera che lo avvisava che in ospedale era giunto il dottor Poljakov, accompagnato dall'ostetrica. Si era sparato ed era in gravi condizioni. Avvisato il primario, insieme si precipitarono nella stanza dove giaceva il dottore. Cercarono di fare il possibile per salvarlo, ma ormai era tardi. Prima di morire, disse al dottor Bomgard di aver lasciato per lui un quaderno. Era quasi l'alba quando, nella sua camera, Bomgard estrasse da una busta un foglietto in cui l'amico gli spiegava che della sua morte non bisognava accusare nessuno: quella decisione, infatti, era la più giusta poiché ormai la dipendenza dalla morfina, i «bianchi cristalli solubili in venticinque parti d'acqua», lo aveva rovinato. Oltre al foglietto, nella busta vi era il quaderno: la prima metà delle sue pagine era strappata, nella seconda metà si poteva leggere prima brevi appunti scritti a matita o ad inchiostro e poi parole abbreviate scritte con matita rossa. Il quaderno era una sorta di diario di bordo, in cui il dottor Poljakov descriveva la sua nuova vita nell'ospedale di Mur'e: bufere di neve, solitudine, esclusione dal mondo, separazione dalla moglie e uso di morfina. Era il 15 febbraio quando il dottor Poljakov avvertì dolori nella zona dello stomaco. Ordinò dunque di chiamare la sua assistente, Anna, la quale gli somministrò della morfina. Dopo pochi minuti i dolori scomparvero. Nelle settimane successive egli assunse morfina in modo sempre più regolare, poiché gli provocava una sensazione di sollievo, di leggerezza, ma soprattutto lo aiutava a dimenticare l'ex moglie. Anna cercò in tutti i modi di persuaderlo a non assumere più morfina poiché lo stava rovinando, ma egli non cedette, tanto da urlarle contro quando si rifiutava di preparargli una soluzione. Giunse la primavera: la natura si risvegliò mentre egli sprofondava in un abisso. Ormai la morfina era stata sostituita dalla cocaina: momenti di dolore si alternavano a momenti di estasi, i quali però duravano solo pochi istanti riportando poi il dottore nell'oblio. La cocaina era responsabile di quei momenti di beatitudine, mentre la morfina era divenuta ormai "cibo quotidiano". Grazie a quest'ultima egli riusciva a portare avanti l'ospedale, ad operare, ad apparire una persona normale. Con il trascorrere del tempo il dottor Poljakov si rese conto di essere ormai un morfinomane, ma soprattutto di esser caduto in uno stato depressivo.
(Michail Bulgakov, Morfina)
Giunse di nuovo l'inverno e insieme ad esso la rivoluzione russa. In questo periodo pensò di poter smettere con la morfina e iniziò a sottoporsi ad un ciclo di cure psichiatriche, ma in realtà non vi riuscì mai; affermava, infatti, di essere divenuto un uomo migliore, in grado di superare la rivoluzione, proprio grazie ad essa. Inoltre è proprio in questo periodo che capisce che è cominciata la disgregazione della sua personalità morale. Infine con il suo modo di fare stava anche uccidendo Anna, la persona che più gli voleva bene. Nonostante avesse dato la sua parola ad Anna che sarebbe partito per Mosca a febbraio per farsi curare, restò nel suo ospedale di campagna, esercitando la professione medica fino a quando poté e poi si ritirò nella sua residenza. Scrisse al dottor Bomgard per chiedergli aiuto, ma poi capì che neanche lui avrebbe potuto fare qualcosa per salvarlo.
A dieci anni da quell'avvenimento, nell'autunno 1927, il dottor Bomgard rilesse quegli appunti e pensò che sarebbero stati utili a qualcuno. Per questo, giacché Anna era morta nel 1922 e la prima moglie del dottor Poljakov era all'estero, decise di pubblicarli.

## Edizioni italiane
- trad. di Clara Coïsson e Vera Dridso, in Racconti, collana "Supercoralli", Torino, Einaudi, 1970; poi in Romanzi brevi e racconti, collana "Gli struzzi" n. 389, 1990 ISBN 8806118315
- trad. Mario Alessandro Curletto, collana "Opuscula" n. 23, Genova, Il melangolo, 1988 ISBN 8870180840
- trad. Alexander Galperin, quaderno n. 3, Associazione Italia-URSS, Trieste, 1989
- trad. Nadia Cicognini, Silvia Lega e Cristina Moroni, in Morfina e altri racconti, nota introduttiva di Igor Sibaldi, collana "Piccoli classici" n. 3, Milano, Mondadori, 1994 ISBN 8804381086; poi in Racconti, a cura di Giovanna Spendel, collana "Oscar narrativa" n. 1312, 2 voll. in cofanetto, Milano, Mondadori, 1993, ISBN 8804375566 ISBN 8804375574; poi in Romanzi e racconti, a cura di Mariėtta Čudakova, progetto editoriale di Serena Vitale, collana "I Meridiani", Milano, Mondadori, 2000 ISBN 8804469188
- trad. di Silvia Sichel, collana "Le occasioni", Firenze, Passigli, 1999 ISBN 88-368-0595-7
- trad. in Romanzi e racconti, collana "GTE" n. 63, Roma, Newton Compton, 1990
- Michail A. Bulgakov, Appunti di un giovane medico, traduzione di Emanuela Guercetti, 7ª ed., Milano, Biblioteca universale Rizzoli, 2002  [1990], ISBN 88-17-16794-0.
- Michail Bulgakov, Memorie di un giovane medico, a cura di Serena Prina, Vicenza, Neri Pozza, 2020, ISBN 978-88-545-2239-8.